# 秦氏章庆堂
31°34′35″N 120°17′54″E / 31.57627°N 120.29843°E
秦氏章庆堂，又称秦古柳故居，位于中华人民共和国江苏省无锡市梁溪区崇宁路48-50号，是无锡市文物保护单位、古建筑。

## 沿革
章庆堂原为江西雩都县知县王丰亭的旧宅，王丰亭归乡后，在清朝雍正四年（1726年）所建。乾隆三十六年（1771年），王氏售与如皋教谕秦鼎云（秦观后裔）。沿街西侧二进，此前已由王氏售与徐淮兵备道孙敬亭（孙继皋六世孙）。乾隆三十九年（1774年），又归秦氏，后为秦氏子孙所世居。

## 建筑
章庆堂共有六进：
- 第一进原有石库门（现无），原有秦琼、尉迟恭等门神画像。
- 第二进为小厅，现第三进即大厅，原悬有王澍所题“章庆堂”匾额。厅上曾有乾隆三十年（1765年）倪承宽撰书对联一副，但也遗失。
- 第三进现无。
- 第四进房屋已毁，有石础遗迹
- 第五、六进为内院，建成“回”字楼，中有天井，漫铺大型石板。楼名“景福楼”，取“景星卿云，百福骈盘”之意[4]。东西两厢连接，楼上下走廊相通，当地人称“转盘楼”，是无锡最早的转盘楼[5]。

1983年11月，无锡市人民政府以“秦氏章庆堂、景福楼”名义，定其为无锡市级文物保护单位。

## 相关
- 秦邦宪旧居